# Respectable by Proxy
Respectable by Proxy er en amerikansk stumfilm fra 1920 af J. Stuart Blackton.

## Medvirkende
- Sylvia Breamer som Betty Blair
- Robert Gordon som John Stanley Hale
- William R. Dunn som Clinton Hale
- Bessie Stinson som Rita Middleton
- Eulalie Jensen som Elizabeth Roddard
- Margaret Barry som Hale
- Morgan Thorpe som Clayton Walpole